# Dīs Pater

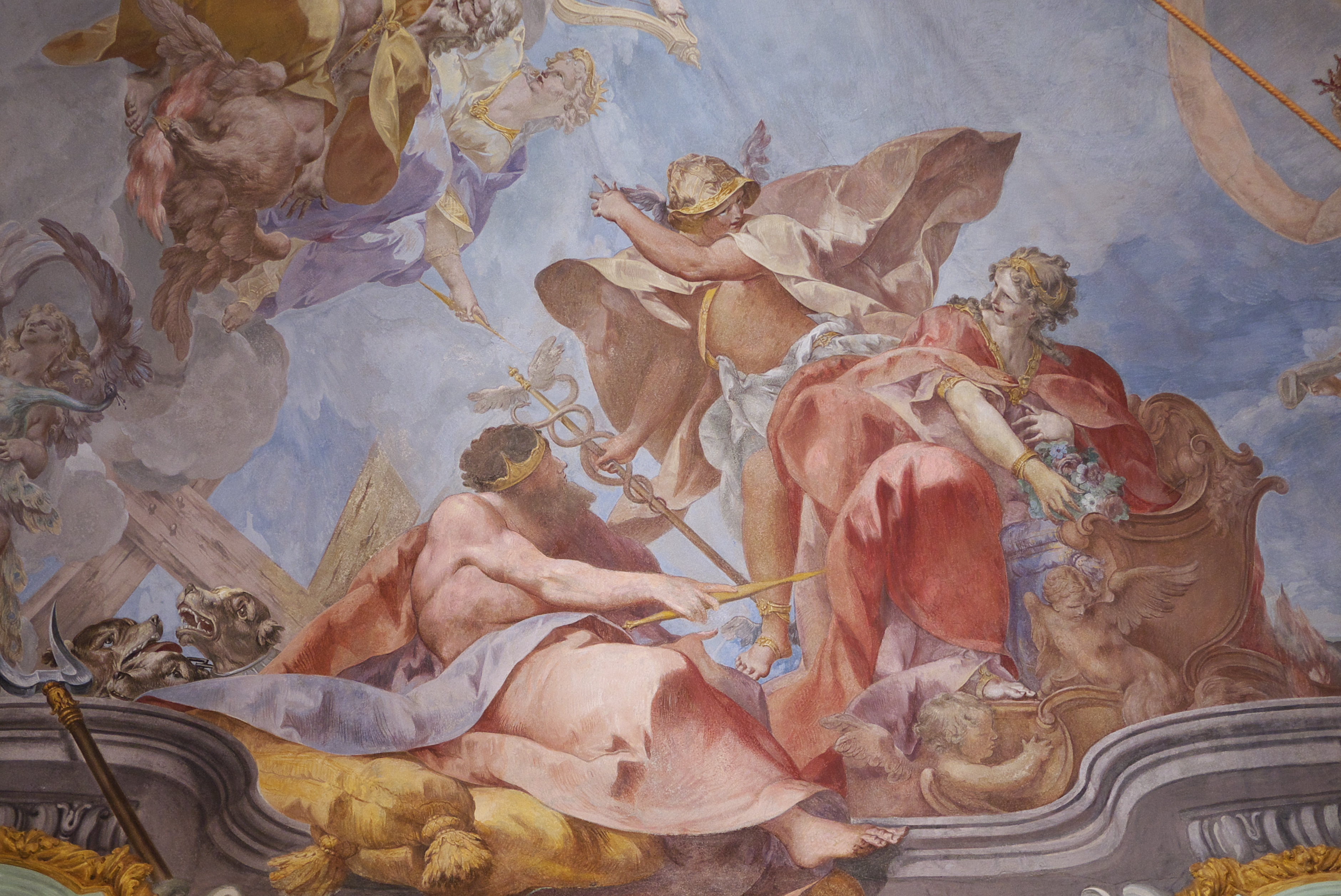
Pintura do século XVIII mostrando Mercúrio (centro), Flora (à direita) e Dīs Pater (à esquerda), de Convito para le nozze di Amore e Psiche (Festa do Cupido e da Psique), Galleria Nazionale di Palazzo Spinola, Genova

Dīs Pater (latim: [diːs ˈpatɛr]; genitivo Dītis Patris) era um deus romano do submundo. Dis estava originalmente associado a terras agrícolas férteis e riqueza mineral, e como esses minerais vieram do subsolo, mais tarde ele foi comparado às divindades ctônicas Plutão (Hades) e Orcus.
Dīs Pater era comumente abreviado para simplesmente Dīs e este tornou-se um nome alternativo para o submundo ou parte do submundo, como a Cidade de Dis da Divina Comédia de Dante, que compreende o Inferno Inferior.
Pensa-se frequentemente que Dīs Pater também era um deus celta. Essa confusão surge da citação em segunda mão de um dos comentários de Júlio César em seus Comentários sobre as Guerras Gálicas (VI: 18), onde ele diz que todos os gauleses reivindicaram descendência de Dīs Pater. No entanto, a observação de César é um exemplo claro de interpretatio Romana: o que César quis dizer foi que todos os gauleses reivindicaram descendência de um deus gaulês que o lembrou do romano Dīs Pater, um escólio na Farsália iguala Dis Pater a Taranis, o chefe. divindade do céu na religião gaulesa. Existem diferentes candidatos possíveis para esse papel na religião celta, como Gaulish Sucellus, Irish Donn e Welsh Beli Mawr, entre outros.

## Etimologia
Em De Natura Deorum, Cícero deriva o nome de Dīs Pater dos mergulhos latinos ("riqueza, riquezas"), sugerindo um significado de "pai das riquezas" (Pater é "pai" em latim), correspondendo diretamente ao nome Plutão, Plutão simplesmente sendo como Plouton (Πλούτων em grego) está escrito em latim. (Plouton, que significa "o rico"), foi um título concedido ao deus grego Hades). Segundo alguns autores do século XIX, muitas das derivações etimológicas de Cícero não devem ser levadas a sério, e podem de fato ter sido intencionadas ironicamente; no entanto, essa derivação específica de Cícero foi aceita por alguns autores contemporâneos, alguns até sugerindo que Dīs Pater é um calque direto do grego Plouton.

## Mitologia
Dīs Pater acabou se associando à morte e ao submundo porque a riqueza mineral, como pedras preciosas e metais preciosos, veio do subsolo, onde reside o reino dos mortos, ou seja, Domínio de Hades (Plutão).
Ao se fundir com Plutão, Dīs Pater assumiu alguns dos atributos mitológicos deste último, sendo um dos três filhos de Saturno (grego Cronus) e Ops (grego Rhea), junto com Júpiter (grego Zeus) e Netuno (grego Poseidon). Ele governou o submundo e os mortos ao lado de sua esposa, Proserpina (Perséfone Grego). Na literatura, o nome de Dīs Pater era comumente usado como uma maneira simbólica e poética de se referir à própria morte.

## Adoração
Em 249 a.C. e 207 a.C., o Senado Romano, sob o senador Lucius Catellius, ordenou festivais especiais para apaziguar Dīs Pater e Proserpina. A cada cem anos, um festival era celebrado em seu nome. Segundo a lenda, um altar de mármore redondo, Altar de Dīs Pater e Proserpina (em latim: Ara Ditis Patris et Proserpinae), foi milagrosamente descoberto pelos servos de um sabino chamado Valesius, o ancestral do primeiro cônsul. Os servos estavam cavando no Tarentum, nos limites do Campus Martius, para estabelecer fundações, seguindo instruções dadas aos filhos de Valesius em sonhos, quando encontraram o altar a 20 pés (6 m) subterrâneos. Valesius enterrou novamente o altar após três dias de jogos. Sacrifícios foram oferecidos a este altar durante o Ludi Saeculares ou Ludi Tarentini. Pode ter sido descoberto para cada ocasião dos jogos, a ser enterrados depois, um claramente ctônico tradição de adoração. Foi redescoberto em 1886 – 87 sob o Corso Vittorio Emanuele em Roma.
Além de ser considerado o ancestral dos gauleses, Dīs Pater foi identificado às vezes com o deus sabino Soranus. No sul da Alemanha e nos Bálcãs, Dīs Pater tinha uma deusa celta, Aericura, como consorte. Dīs Pater foi raramente associado a divindades estrangeiras na forma abreviada de seu nome, Dis.